# Fascist League of North America
La Fascist League of North America (Lega fascista del Nord America) è stata una organizzazione fascista italoamericana operante negli Stati Uniti dal 1925 e il 1929.

## Storia
Fin dalle sue origini il Partito fascista italiano aveva riscosso aderenti anche all'estero tra i numerosi immigrati italiani e se n'erano costituite delle cellule in giro per il mondo che vennero ad essere conosciute come i Fasci italiani all'estero. Anche negli Stati Uniti si erano formate nei primi anni Venti almeno una quarantina di cellule fasciste in varie città americane.
Nel luglio 1925 Paolo Thaon di Revel, un ex-olimpionico di scherma e membro di prima data del Partito fascista, fu inviato dall'Italia per raccogliere e coordinare i Fasci italiani all'estero americani creando un'organizzazione unitaria, la Fascist League of North America (FLNA). L'organizzazione poteva contare su una vasta rete di gruppi ed anche sul supporto di alcuni giornali allineati come Il Grido della Stirpe di Domenico Trombetta a New York e Giovinezza di Francesco Macaluso a Boston. Oltre ai coordinamenti dei gruppi fascisti, la FLNA si assumeva funzioni di propaganda a sostegno delle principali iniziative del Partito fascista italiano. Ne è esempio la pubblicazione e diffusione nel 1929 di un libretto di Beniamino De Pretis in celebrazione dei Patti Lateranensi.
L'iniziativa della costituzione della FLNA era stata avversata sin dall'inizio dalle autorità consolari italiane negli Stati Uniti, le quali temevano che un approccio propagandistico troppo diretto potesse essere controproducente alla stessa causa fascista. In effetti la League si espose pubblicamente al confronto, anche violento, con le organizzazioni antifasciste di ispirazione liberale, socialista, comunista o anarchica che erano ben radicate e organizzate tra i lavoratori italoamericani sotto la guida di influenti leader sindacali come Carlo Tresca e Arturo Giovannitti.
Le attività della League cominciarono ad attrarre le attenzioni del Dipartimento di Stato americano che all'inizio aveva tollerato la formazione dell'organizzazione considerandola come un legittimo gruppo politico statunitense, ma che ora cominciava a vederla come un'ingerenza negli affari interni americani da parte di uno Stato straniero. La goccia che fece traboccare il vaso fu la pubblicazione, nel novembre 1929 da Harper's Magazine, di un articolo di Marcus Duffield ("Mussolini's American Empire") nel quale si sosteneva che la League era parte di un complotto di Mussolini per controllare la comunità italiana negli Stati Uniti e formare "soldati per il fascismo". L'indignazione pubblica fu tale che il governo italiano concluse che l'esperienza della League stava creando più danni che vantaggi e nel dicembre Mussolini stesso diede istruzioni all'ambasciatore de Martino di sciogliere l'organizzazione. Nominato podestà di Torino Paolo Thaon di Revel rientrò in Italia.
Gli irriducibili come Trombetta cercarono per qualche anno di mantenere in vita l'organizzazione sotto altro nome ma con scarsi risultati. Pur continuando a finanziare alcuni periodici allineati come Il Grido della Stirpe e a coltivare gruppi di fedelissimi, negli anni Trenta le autorità fasciste italiane preferirono ufficialmente un approccio propagandistico più indiretto, coordinato da Ugo Veniero D'Annunzio, puntando sulla copertura di associazioni culturali come la Società Dante Alighieri o la Casa Italiana della Columbia University e sulla simpatia di vasti ambienti della comunità italoamericana, a cominciare dal quotidiano Il progresso italo-americano di Generoso Pope.